# رون كرين
رون كرين (بالإنجليزية: Ron Crane) هو مهندس كهربائي أمريكي، ولد في 1 يونيو 1950، وتوفي في 19 يونيو 2017 في ماونتن فيو في الولايات المتحدة.